# Lessingia nemaclada
Lessingia nemaclada là một loài thực vật có hoa trong họ Cúc. Loài này được Greene mô tả khoa học đầu tiên.